# Lekkoatletyka na Letnich Igrzyskach Olimpijskich 2016 – chód na 50 km mężczyzn
Chód na 50 km mężczyzn – jedna z konkurencji lekkoatletycznych rozgrywanych podczas igrzysk olimpijskich w Rio de Janeiro.
Obrońcą tytułu mistrzowskiego z 2012 roku był Australijczyk Jared Tallent.
W zawodach wzięło udział 80 zawodników.

## Przebieg zawodów
Od linii startu prowadzenie objął Vladimir Savanović. Przed pierwszym kilometrem, rekordzista świata, Yohann Diniz ruszył do przodu, szybko doganiając Serba. W niedługim odstępie czasu Savanović został wchłonięty przez grupę. Francuz pozostał na prowadzeniu. Po pierwszych czterech kilometrach od dużego peletonu oderwała się mała grupka. Na piątym kilometrze mieli oni 29 sekund straty do Diniza.
Różnica pozostawała niezmienna aż do dziesiątego kilometra, ale następne 5 km rekordzista świata poszedł w świetnym tempie i jego przewaga wzrosła do 55 sekund. Diniz zaczął dublować najsłabszych. Na 20 kilometrze miał już ponad minutę nad grupką i 2 minuty nad kolejną. Na półmetku od grupki próbował oderwać się Matej Tóth, ale pozostali dogonili go, z wyjątkiem Japończyka Takayuki Tanii, który został z tyłu. W okolicach trzydziestego kilometra zaatakował Evan Dunfee i szybko zyskał przewagę 20 sekund, strata do Francuza w tym momencie wynosiła 1:15.
Nagle na 33 kilometrze Yohann Diniz zatrzymał się obok swojego trenera, trzymając się poręczy. Kiedy Dunfee dotarł do tego miejsca, poklepał go po plecach i Francuz ruszył razem z nim, jednak kawałek dalej zaczął tracić kontakt z Kanadyjczykiem. Diniz został złapany przez grupkę przy wejściu w okolicę stanowisk z wodą. Dwie minuty później rekordzista świata przewrócił się. Obsługa podeszła do niego z lodem i wodą. W ciągu kolejnych 30 sekund Diniz podniósł się i ruszył dalej. Na 39 kilometrze grupka doścignęła Kanadyjczyka i na prowadzeniu znajdowało się teraz sześciu zawodników. W trakcie następnego kilometra na atak zdecydował się broniący tytułu Jared Tallent. Za nim próbowali iść Matej Tóth i Hirooki Arai, natomiast z tyłu zostali: Yu Wei, Evan Dunfee i Irlandczyk Robert Heffernan. Przez kolejne siedem kilometrów na prowadzeniu podążał Tallent, ale Słowak Tóth zaczął się do niego zbliżać.
W drugiej połowie przedostatniego okrążenia Tóth minął obrońcę tytułu. Natomiast do idącego na trzecim miejscu Arai zaczął zbliżać się Evan Dunfee. W ciągu kolejnych 500 metrów Kanadyjczyk wyprzedził Japończyka. Arai tracił kilka metrów do reprezentanta Kanady, kiedy zdecydował się na przyspieszenie. Doszło do zderzenia się tych dwóch zawodników, Dunfee niemal stanął w miejscu i momentalnie zaczął tracić dystans do Japończyka. Tóth zbliżał się do mety ze słoweńską flagą, którą dostał ok. 100 metrów przed zakończeniem chodu. Arai doganiał powoli Tallenta, ale nie starczyło mu dystansu na wyprzedzenie Australijczyka. Pierwszych czterech zawodników dotarło do mety w przeciągu czterdziestu sekund.
Słowak świętował zwycięstwo, natomiast pozostała trójka potrzebowała pomocy sanitariuszy. Yohann Diniz dotarł do mety na ósmym miejscu. 19 sekund po nim przyszedł reprezentant gospodarzy, Caio Bonfim, wraz z rekordem kraju. Kanadyjczycy złożyli protest bazujący na kontakcie ich reprezentanta z Arai, według którego Dunfee miał zająć trzecie miejsce, ale ostatecznie został on odrzucony.

## Terminarz
Wszystkie godziny podane są w czasie brazylijskim (UTC-03:00) oraz polskim (CEST).
| Data             | Godzina rozpoczęcia | Godzina rozpoczęcia |       |
| Data             | UTC-03:00           | CEST                |       |
| ---------------- | ------------------- | ------------------- | ----- |
| 19 sierpnia 2016 | 08:00               | 13:00               | Finał |

## Rekordy
Tabela uwzględnia rekordy uzyskane przed rozpoczęciem zawodów.
|                            | Zawodnik       | Wynik   | Miejsce                   | Data                      |
| -------------------------- | -------------- | ------- | ------------------------- | ------------------------- |
| Rekord świata              | Yohann Diniz   | 3:32:33 | Zurych                    | 15 sierpnia 2014          |
| Rekord olimpijski          | Jared Tallent  | 3:36:53 | Londyn                    | 11 sierpnia 2012          |
| Listy światowe             | Yohann Diniz   | 3:37:48 | Saint-Sébastien-sur-Loire | 13 marca 2016             |
| Rekord Afryki              | Marc Mundell   | 3:54:12 | Melbourne                 | 13 grudnia 2015(dts)      |
| Rekord Ameryki Południowej | Andrés Chocho  | 3:42:57 | Ciudad Juárez             | 6 marca 2016(dts)         |
| Rekord Ameryki Północnej   | Erick Barrondo | 3:41:09 | Dudince                   | 23 marca 2013(dts)        |
| Rekord Australii i Oceanii | Nathan Deakes  | 3:35:47 | Geelong                   | 2 grudnia 2006(dts)       |
| Rekord Azji                | Yu Chaohong    | 3:36:06 | Nankin                    | 22 października 2005(dts) |
| Rekord Europy              | Yohann Diniz   | 3:32:33 | Zurych                    | 15 sierpnia 2014(dts)     |

## Wyniki

### Finał
| Poz. | Zawodnik               | Reprezentacja     | Czas     | Uwagi |
| ---- | ---------------------- | ----------------- | -------- | ----- |
| 1. ! | Matej Tóth             | Słowacja          | 3:40:58  |       |
| 2. ! | Jared Tallent          | Australia         | 3:41:16  | SB    |
| 3. ! | Hirooki Arai           | Japonia           | 3:41:24  | SB    |
| 4.   | Evan Dunfee            | Kanada            | 3:41:38  | NR    |
| 5.   | Yu Wei                 | Chiny             | 3:43:00  |       |
| 6.   | Robert Heffernan       | Irlandia          | 3:43:55  |       |
| 7.   | Håvard Haukenes        | Norwegia          | 3:46:33  | PB    |
| 8.   | Yohann Diniz           | Francja           | 3:46:43  |       |
| 9.   | Caio Bonfim            | Brazylia          | 3:47:02  | NR    |
| 10.  | Chris Erickson         | Australia         | 3:48:40  | PB    |
| 11.  | Wang Zhendong          | Chiny             | 3:48:50  |       |
| 12.  | Quentin Rew            | Nowa Zelandia     | 3:49:32  |       |
| 13.  | Horacio Nava           | Meksyk            | 3:50:53  |       |
| 14.  | Takayuki Tanii         | Japonia           | 3:51:00  |       |
| 15.  | Adrian Błocki          | Polska            | 3:51:31  |       |
| 16.  | Omar Zepeda            | Meksyk            | 3:51:35  |       |
| 17.  | Jorge Armando Ruiz     | Kolumbia          | 3:51:42  | PB    |
| 18.  | Serhij Budza           | Ukraina           | 3:53:22  | SB    |
| 19.  | Brendan Boyce          | Irlandia          | 3:53:59  |       |
| 20.  | Jesús Ángel García     | Hiszpania         | 3:54:29  |       |
| 21.  | Marco de Luca          | Włochy            | 3:54:40  |       |
| 22.  | Rafał Augustyn         | Polska            | 3:55:01  |       |
| 23.  | Jarkko Kinnunen        | Finlandia         | 3:55:43  |       |
| 24.  | Rafał Fedaczyński      | Polska            | 3:55:51  |       |
| 25.  | José Leyver Ojeda      | Meksyk            | 3:56:07  |       |
| 26.  | Dušan Majdan           | Słowacja          | 3:58:25  | SB    |
| 27.  | Kōichirō Morioka       | Japonia           | 3:58:59  |       |
| 28.  | Aléxandros Papamichaíl | Grecja            | 3:59:21  |       |
| 29.  | Jonathan Rieckmann     | Brazylia          | 4:01:52  |       |
| 30.  | Ronal Quispe           | Boliwia           | 4:02:00  | NR    |
| 31.  | Narcis Stefan Mihaila  | Rumunia           | 4:02:46  | PB    |
| 32.  | Pedro Isidro           | Portugalia        | 4:03:42  |       |
| 33.  | Tadas Šuškevicius      | Litwa             | 4:04:10  |       |
| 34.  | Rolando Saquipay       | Ekwador           | 4:07::29 |       |
| 35.  | Sandeep Kumar          | Indie             | 4:07:55  |       |
| 36.  | Miguel Carvalho        | Portugalia        | 4:08:16  |       |
| 37.  | Arnis Rumbenieks       | Łotwa             | 4:08:28  |       |
| 38.  | Marc Mundell           | Południowa Afryka | 4:11:03  |       |
| 39.  | Iwan Banzeruk          | Ukraina           | 4:11:51  |       |
| 40.  | Brendon Reading        | Australia         | 4:13:02  |       |
| 41.  | Mario Alfonso Bran     | Gwatemala         | 4:15:14  |       |
| 42.  | Vladimir Savanović     | Serbia            | 4:15:53  |       |
| 43.  | John Nunn              | Stany Zjednoczone | 4:16:12  |       |
| 44.  | Bence Venyercsán       | Węgry             | 4:19:15  |       |
| 45.  | Claudio Villanueva     | Ekwador           | 4:19:33  |       |
| 46.  | Nenad Filipović        | Serbia            | 4:25:41  |       |
| 47.  | Han Yucheng            | Chiny             | 4:32:35  |       |
| 48.  | Pavel Chihuan          | Peru              | 4:32:37  |       |
| 49.  | Predrag Filipović      | Serbia            | 4:39:48  |       |
| –    | Kim Hyunsub            | Korea Południowa  |          | DNF   |
| –    | Iwan Trocki            | Białoruś          |          | DNF   |
| –    | Ihor Hławan            | Ukraina           |          | DNF   |
| –    | Miguel Ángel López     | Hiszpania         |          | DNF   |
| –    | Carl Dohmann           | Niemcy            |          | DNF   |
| –    | Hagen Pohle            | Niemcy            |          | DNF   |
| –    | Matteo Giupponi        | Włochy            |          | DNF   |
| –    | Mathieu Bilodeau       | Kanada            |          | DNF   |
| –    | Artur Mastianica       | Litwa             |          | DNF   |
| –    | José Leonardo Montaña  | Kolumbia          |          | DNF   |
| –    | Alex Wright            | Irlandia          |          | DNF   |
| –    | José Ignacio Díaz      | Hiszpania         |          | DNF   |
| –    | Marius Cocioran        | Rumunia           |          | DNF   |
| –    | Sándor Rácz            | Węgry             |          | DNF   |
| –    | Luis Henry Campos      | Peru              |          | DNF   |
| –    | Mario dos Santos       | Brazylia          |          | DNF   |
| –    | Veli-Matti Partanen    | Finlandia         |          | DNF   |
| –    | Yerenman Salazar       | Wenezuela         |          | DNF   |
| –    | João Vieira            | Portugalia        |          | DNF   |
| –    | Edward Araya           | Chile             |          | DSQ   |
| –    | Teodorico Caporaso     | Włochy            |          | DSQ   |
| –    | Andrés Chocho          | Ekwador           |          | DSQ   |
| –    | Lukás Gdula            | Czechy            |          | DSQ   |
| –    | Dominic King           | Wielka Brytania   |          | DSQ   |
| –    | Luís López             | Salwador          |          | DSQ   |
| –    | Aleksi Ojala           | Finlandia         |          | DSQ   |
| –    | Park Chilsung          | Korea Południowa  |          | DSQ   |
| –    | Jaime Quiyuch          | Gwatemala         |          | DSQ   |
| –    | James Rendón           | Kolumbia          |          | DSQ   |
| –    | Miklós Srp             | Węgry             |          | DSQ   |
| –    | Martin Tištan          | Słowacja          |          | DSQ   |